# Geografia Danii

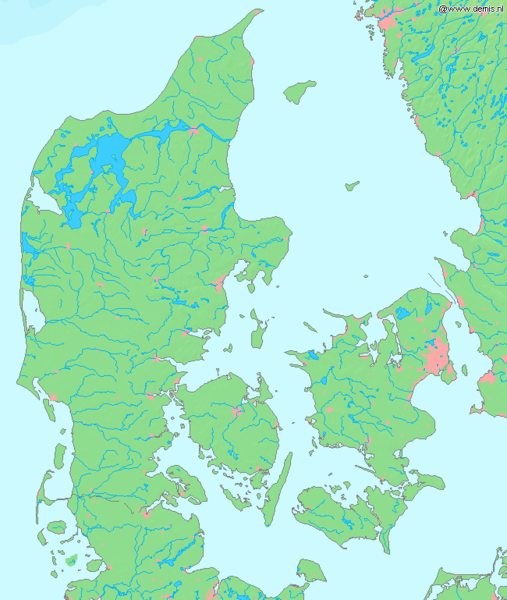
Mapa fizyczna Danii

Dania jest niewielkim państwem położonym w Europie Północnej. Państwo to pod względem warunków naturalnych jest krajem przejściowym pomiędzy Europą Północną i Środkową. Dania jest monarchią parlamentarną i należy do państw wysoko rozwiniętych gospodarczo. Kraj ten charakteryzuje się nizinnym krajobrazem, morskim klimatem i niewielką ilością obszarów leśnych. Dania składa się z dwóch części: półwyspu i szeregu wysp, skupiających się po jej wschodniej stronie.

## Powierzchnia, położenie i granice

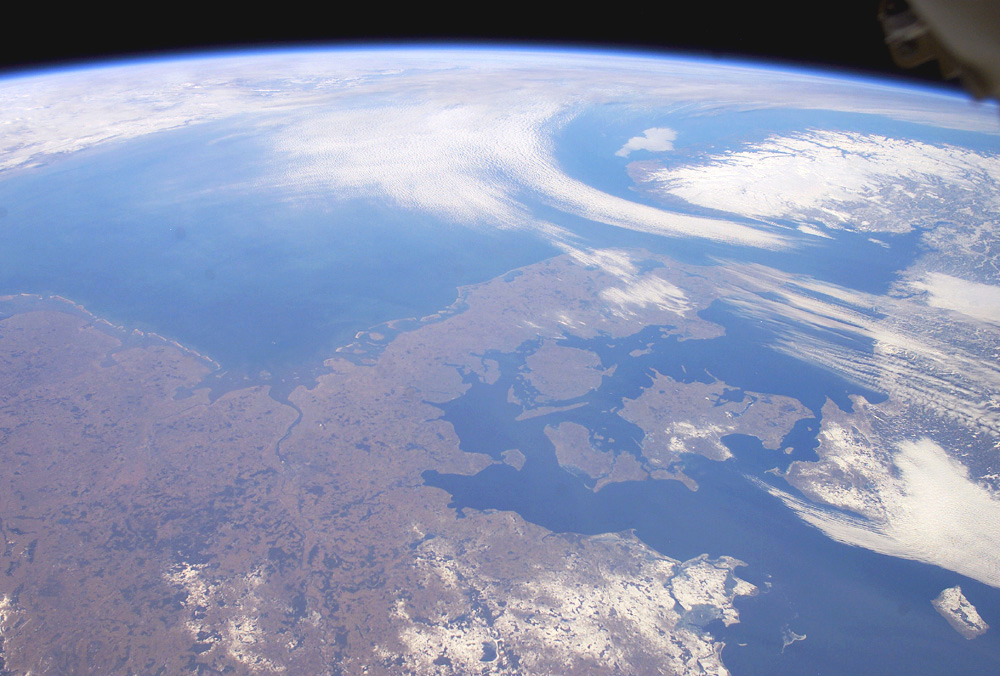
Dania widziana z kosmosu

- Powierzchnia całkowita – 43 094 km² – kraj siedmiokrotnie mniejszy od Polski.
- Powierzchnia lądowa: 42 394 km² (98,38%)
- Powierzchnia wodna: 700 km² (1,62%)

Położenie: Dania leży w Europie Północnej, pomiędzy zwartą częścią kontynentu europejskiego, a Półwyspem Skandynawskim. Półwysep Jutlandzki, który stanowi większość terytorium kraju leży pomiędzy Morzem Bałtyckim, a Morzem Północnym.
Skrajne punkty: północny 57°44'N, południowy 54°33'N. zachodni 8°04'E, wschodni 15°11'E. Rozciągłość południkowa wynosi około 350 km, a równoleżnikowa około 400 km. Sam półwysep w najszerszym miejscu ma 175 km, zaś w pobliżu granicy z Niemcami jedynie 50 km.
Dania graniczy z następującymi państwami:
- Niemcy – 68 km
- Szwecja od wschodu poprzez Cieśninę Sund – około 80 km
- Kanada – poprzez wyspę Hans na Grenlandii

Linia brzegowa – 7474 km (łącznie z wyspami)

## Ukształtowanie poziome
Większą część powierzchni kraju zajmuje Półwysep Jutlandzki o powierzchni 39 000 km², co stanowi 70% powierzchni kraju. Resztę stanowią wyspy, których jest 406, z czego zamieszkanych jest 79. Największe i najważniejsze wyspy to Zelandia 7031 km² (Sjælland, na której znajduje się stolica kraju, Kopenhaga), Fionia (Fyn) 2984 km², Lolland 1243 km², Bornholm 588,5 km², Falster 514,0 km², Morsø 363,3 km², Als 321,0 km², Langeland 284,0 km², Møn 237,5 km² i Rømø 128,9 km².
Zachodnie i północno-wschodnie wybrzeża Jutlandii są wyrównane. Wzdłuż brzegu ciągną się mierzeje i wydmy, które zamykają zalewy i jeziora lagunowe. Wschodnie wybrzeże kraju jest ferdowe, a zatoki wchodzą głęboko w ląd. Na północy brzeg morski ma postać klifu. Na Morzu Bałtyckim cieśniny morskie i kanały są zatopionymi rynnami wód polodowcowych. Wzdłuż południowo-wschodnich wybrzeży Danii ciągnie się pas piaszczystych płycizn przybrzeżnych, tzw. wattów, zalewanych 2 razy dziennie przypływami. Do ważniejszych cieśnin należą: Kattegat, Sund, Wielki Bełt i Mały Bełt.

## Budowa geologiczna i rzeźba

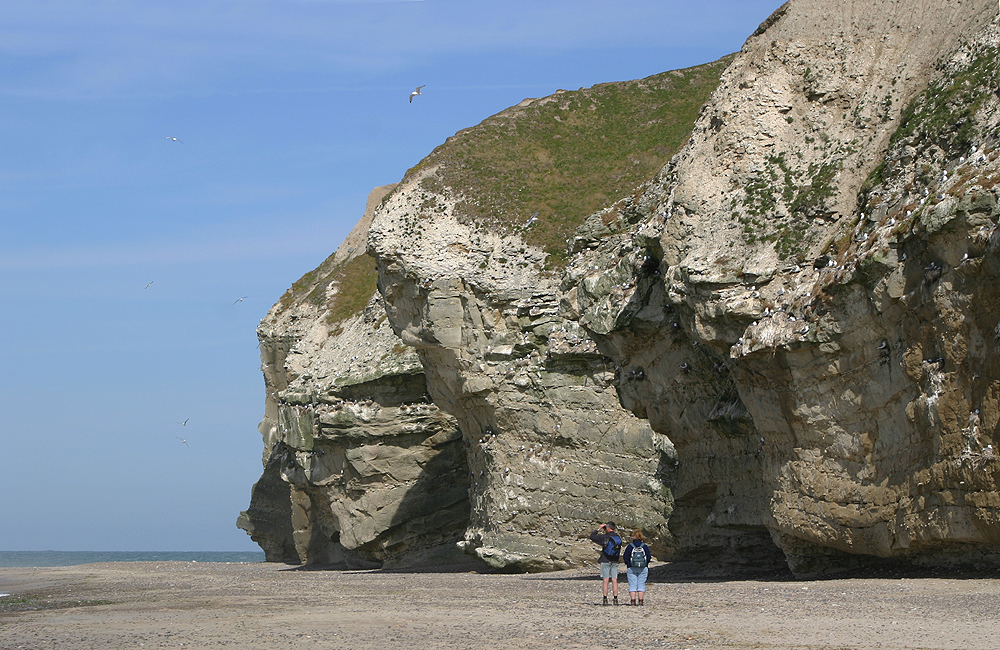
Wybrzeże klifowe na północy kraju

Geologicznie terytorium Danii związane jest z trzonem kontynentalnym Europy. Większa część powierzchni kraju ukształtowana została w czasie ostatniego zlodowacenia. Granicę krajobrazową wyznacza zlodowacenie Würm, które ciągnie się przez cały Półwysep Jutlandzki w kierunku południkowym.
Dania jest krajem wybitnie nizinnym, gdzie najwyższym punktem jest Yding Skovhøj o wysokości zaledwie 173 m n.p.m. Rzeźba Danii ma charakter polodowcowy i ukształtowała się w plejstocenie. Zachodnia część Jutlandii jest równinna, zaś wschodnia w tym wyspy mają młodą rzeźbę polodowcową, gdzie występują wzgórza moren czołowych z głęboko wciętymi dolinami. W podłożu półwyspu zalegają skały osadowe pochodzące z mezozoiku i kenozoiku. Tylko na wyspie Bornholm występują prekambryjskie gnejsy i granity. Na wyspach: Lolland, Falster, Møn, we wschodniej Zelandii i w północnej części Jutlandii na powierzchni występują odsłonięte pokłady kredy piszącej, czego efektem jest występowanie w tychże miejscach malowniczych białych klifów. Na Półwyspie Jutlandzkim, na Fionii i w zachodniej części Zelandii zalegają pochodzące z trzeciorzędu gliny i piaski.
W plejstocenie Dania została objęta trzema zlodowaceniami.

## Klimat

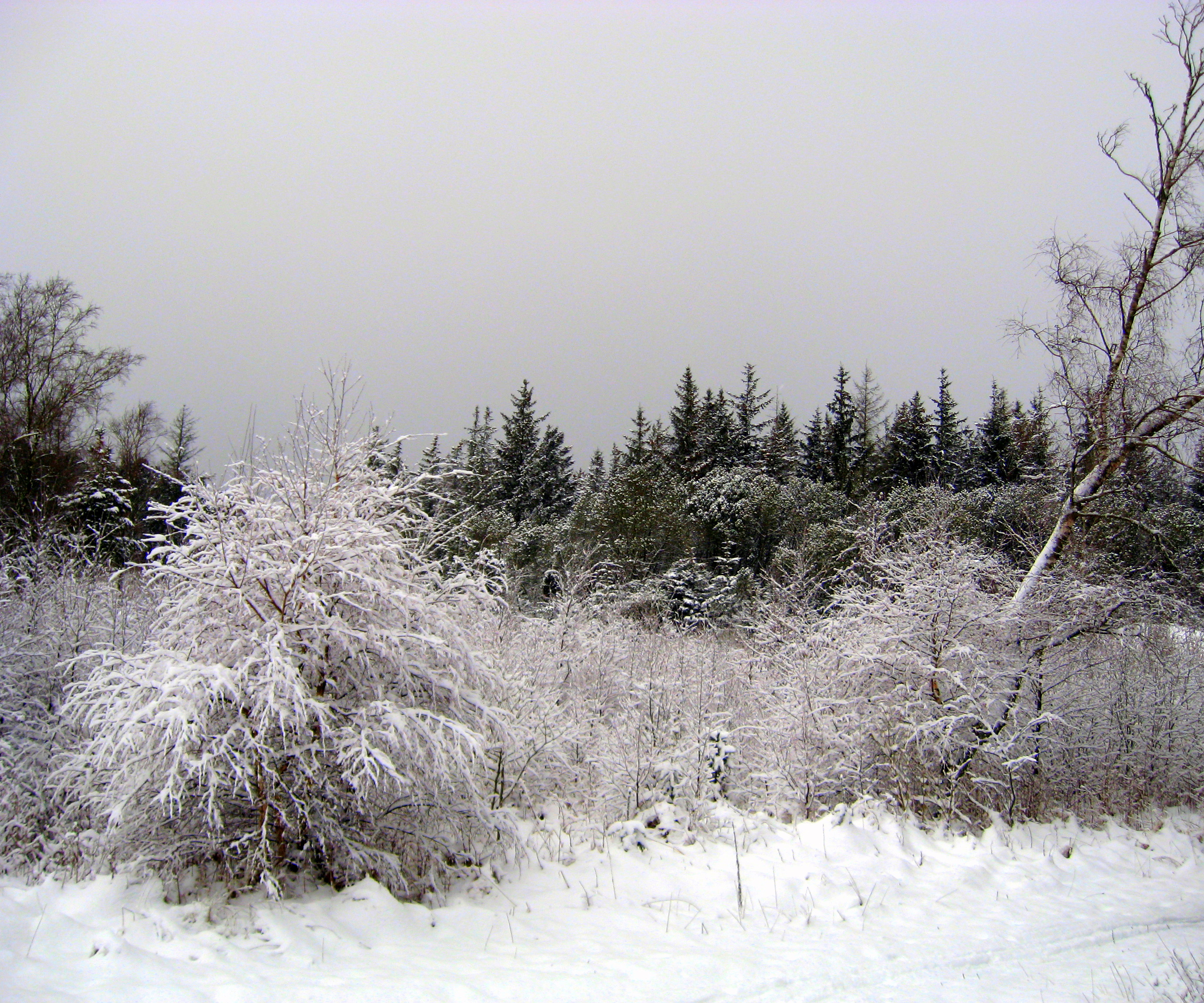
Zima w Danii

Na obszarze Danii panuje klimat umiarkowany ciepły typu morskiego. Zimy są krótkie i łagodne, zaś lata dość chłodne, z dużą ilością opadów. Średnia temperatura w styczniu wynosi od -0,5 do +0,5 °C, a w lipcu od +16 do +17 °C. Najwyższa zanotowana na terenie Danii temperatura to +36,4 °C. Absolutne minimum termiczne to -31,2 °C.
Opady występują głównie w postaci deszczu (śnieg pojawia się rzadko), zaś największe nasilenie opadów ma miejsce w lipcu i sierpniu. Najmniej deszczu notuje się w lutym, marcu i w kwietniu. Średnia roczna suma opadów wynosi ok. 650 mm, przy czym istnieją w tym względzie spore różnice pomiędzy poszczególnymi częściami kraju, i tak na Zelandii jest to ok. 550 mm, a na Półwyspie Jutlandzkim – 800 mm. Na południowym zachodzie występują częste są wiatry z kierunków zachodnich, dni bezwietrznych jest niewiele. Pogodę w Danii, a zwłaszcza temperaturę kształtuje oceaniczny prąd zatokowy Golfsztrom, czego wynikiem jest niezwykła rzadkość występowania skrajnych temperatur.

## Wody

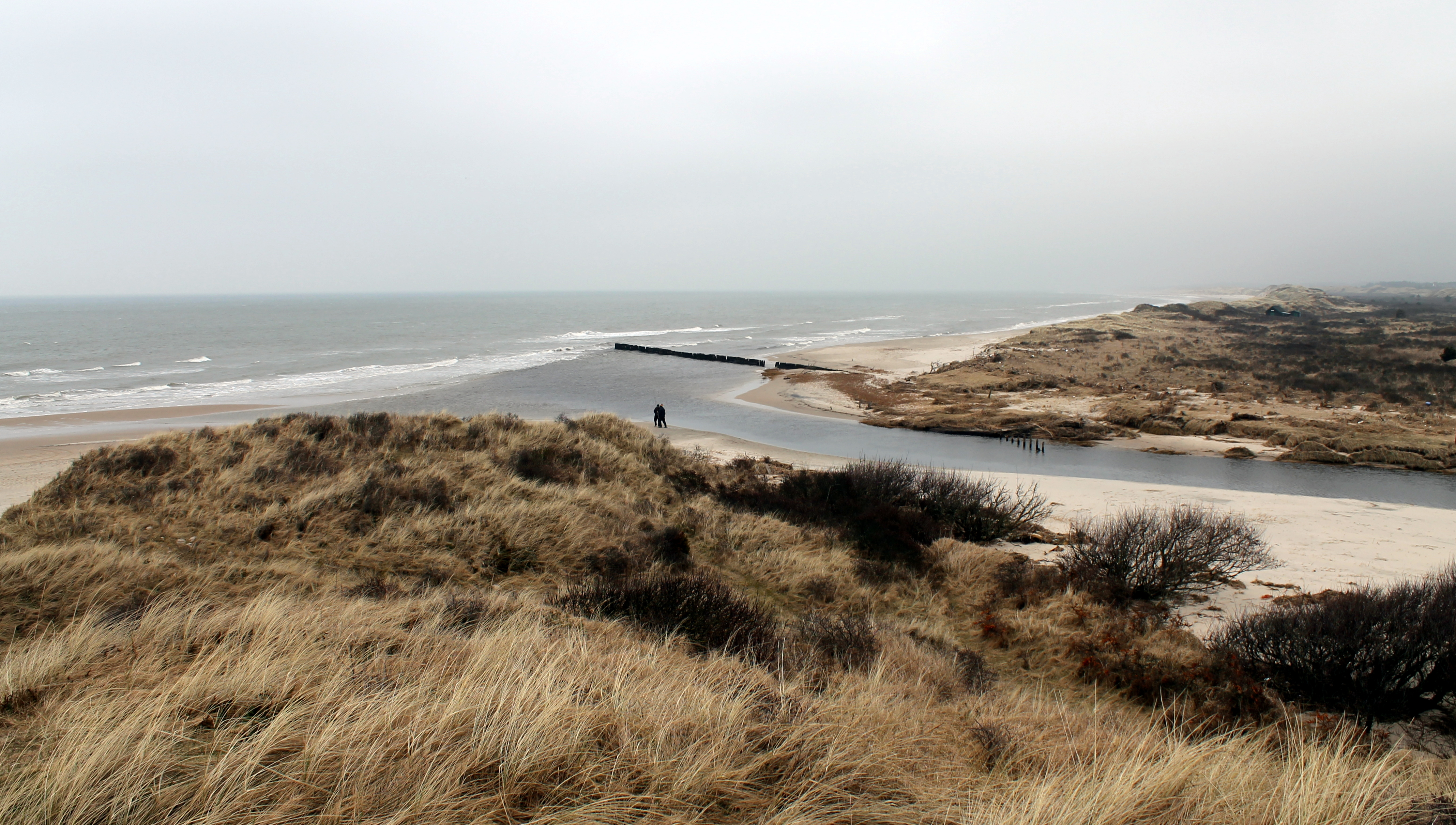
Ujście rzeki Uggerby Å do cieśniny Skagerrak

Sieć rzeczna Danii jest gęsta i zasobna w wody, jednak cieki wodne są krótkie. Najdłuższa rzeka Gudenå liczy 158 km. Rzeki nie mają znaczenia gospodarczego w Danii. Dania należy do zlewisk zarówno Morza Północnego jak Bałtyckiego. Wszystkie rzeki są zasilane opadami deszczu, ewentualnie śniegu (jeśli opad taki wystąpi). 
W kraju znajdują się niewielkie jeziora polodowcowe i występują głównie we wschodniej Jutlandii. Są to m.in. Mossø i Julsø, a w północnej Zelandii Arresø i Esrum. Na zachodzie półwyspu występują jeziora lagunowe jak Ringkøbing i Fjord. Dla żeglugi ważne znaczenie mają cieśniny i kanały morskie.

## Gleby

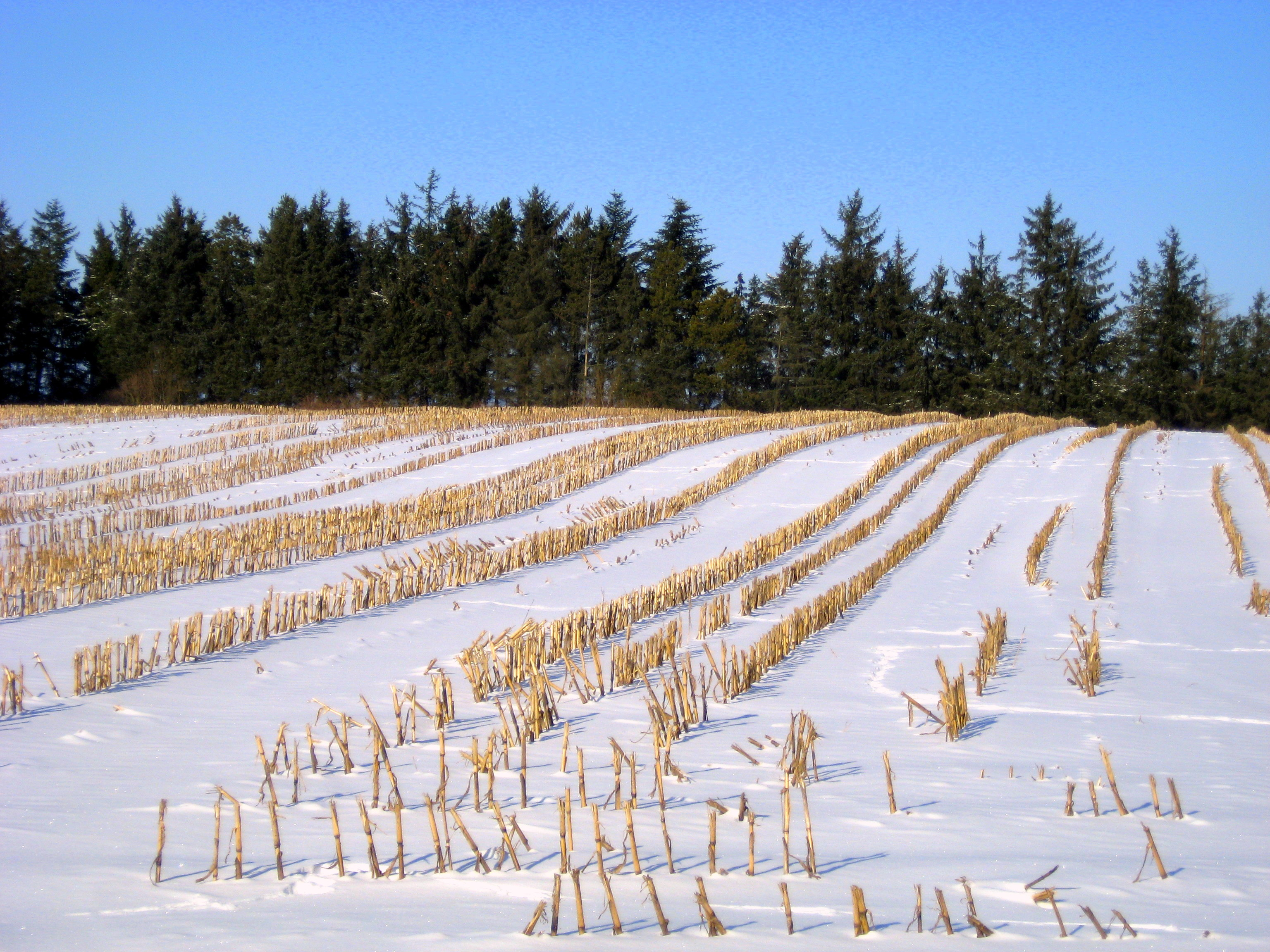
Pole uprawne w Danii zimą

Gleby Danii są w większości nieurodzajne i wymagają zabiegów agrotechnicznych oraz melioracji. 
Na zachodzie Jutlandii tereny pokryte są glebami bielicowymi, które są glebami ubogimi i najbardziej piaszczystymi glebami występującymi w Danii. We wschodniej części półwyspu występują gleby brunatne. Bardziej urodzajne są gleby w północnej części Jutlandii, występują tam próchniczne mursze. W południowej części zachodniego wybrzeża, tereny pokrywają nadmorskie mady.

## Flora i fauna

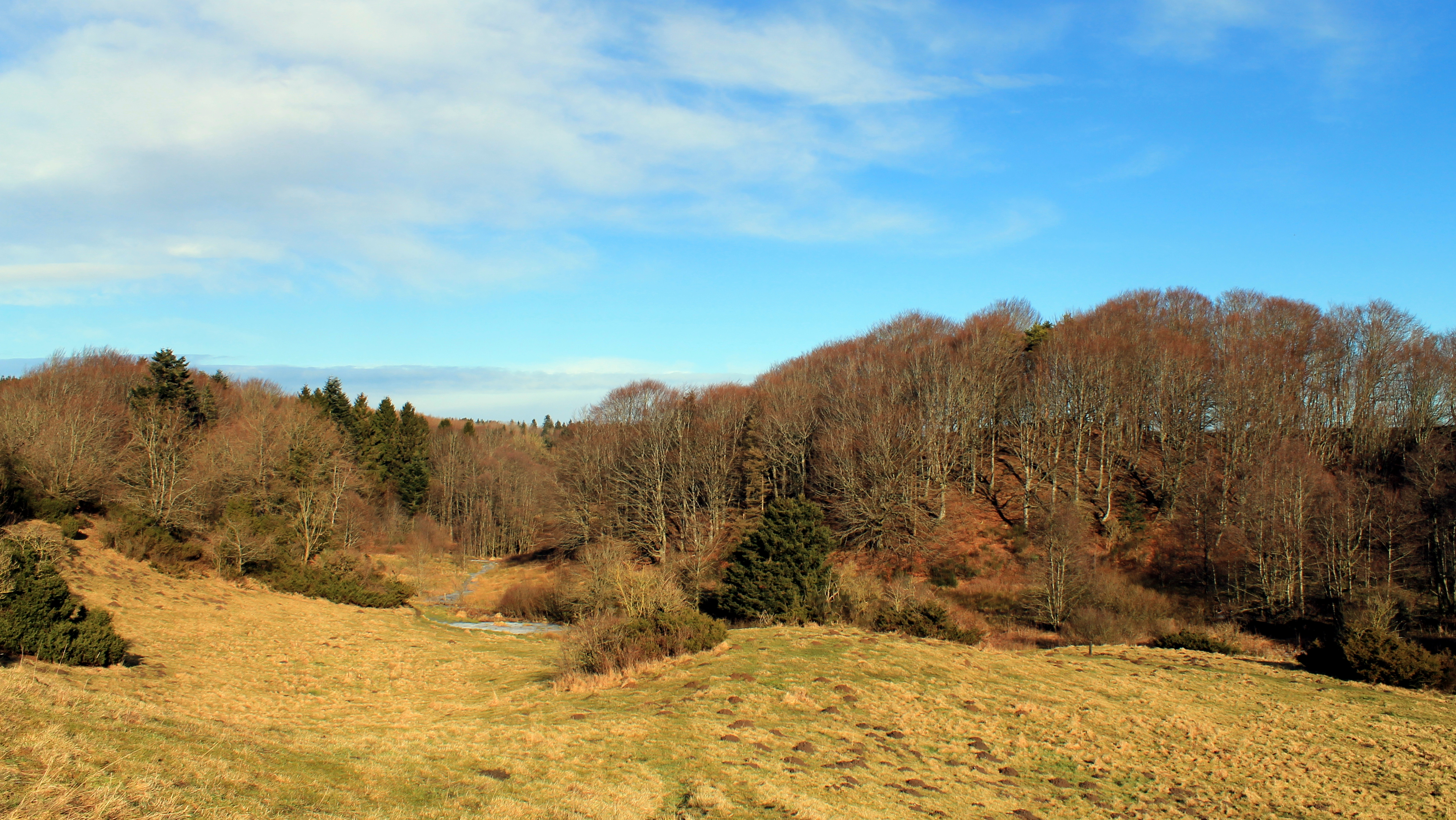
Rezerwat Nymølle Bæk

Naturalną formacją roślinną Danii były lasy bukowo-dębowe-jesionowe, które zostały zastąpione miejscami przez lasy iglaste, gdzie rosną sosny modrzewie i świerki. Obszary leśne, które zostały wykarczowane przez człowieka, na potrzeby rolnictwa i zajmują zaledwie 12% powierzchni kraju. Do pierwotnej formacji roślinnej należały także wrzosowiska i torfowiska, gdzie te ostatnie także zajmują niewielkie obszary kraju. Większość torfowisk zostało zmeliorowanych. Wydmy na zachodnim wybrzeżu porastają krzewiaste wierzby i trawy.
Na terytorium Danii nie występują duże ssaki parzystokopytne i większe drapieżniki. Liczne są mniejsze gatunki, a zwłaszcza ptaki morskie jak mewy i rybitwy.
Różnymi formami ochrony objęto 1/3 terytorium kraju, a 5% powierzchni kraju stanowią rezerwaty; dąży się do zwiększenia wykorzystania materiałów pochodzących z odzysku i większej ekologizacji rolnictwa.